# 林修竹旧居
林修竹旧居建于1938年，是原山东省高等学校教务长、省长公署教育科主稿兼实业科主稿、黄河河务局局长、国家教育部次长林修竹在天津的故居，坐落于原天津英租界的科伦坡道（Colombo Road）（今和平区常德道38号），该建筑现为一般保护等级历史风貌建筑。现为天津市和平区第四幼儿园使用。

## 建筑
林修竹旧宅为砖木结构三层洋楼带地下室。建筑外立面设有大平台，一楼设有门厅、客厅、餐厅和名为“澄怀阁”的书斋。二楼和三楼为卧室和书房。建筑顶部为水泥平顶兼做平台。地下室设有锅炉房、储藏室和采暖用暖气。建筑设有前后院，前后院种有海棠树、梨树以及其他的花草树木。前院设有门房，后院为佣人住的平房。